# Piotr Jurek
Piotr Jurek (ur. 1951 r. w Szczawnie-Zdroju) – polski prawnik, specjalizujący się w historii państwa i prawa polskiego; nauczyciel akademicki związany z Uniwersytetem Wrocławskim i Państwowymi Wyższymi Szkołami Zawodowymi w Legnicy i Wałbrzychu. Trzeci rektor Państwowej Wyższej Szkoły Zawodowej im. Angelusa Silesiusa w Wałbrzychu.

## Życiorys
Urodził się w 1951 roku w Szczawnie-Zdroju, gdzie ukończył szkołę podstawową, a następnie II Liceum Ogólnokształcące w Wałbrzychu. Po pomyślnie zdanym egzaminie maturalnym podjął studia dzienne na kierunku prawo na Uniwersytet Wrocławski. Ukończył je w 1973 roku zdobyciem tytułu zawodowego magistra. Bezpośrednio potem rozpoczął pracę naukowo-dydaktyczną na swojej macierzystej uczelni na stanowisku asystenta, potem adiunkta, a obecnie profesora nadzwyczajnego. W 1982 roku uzyskał stopień naukowy doktora nauk prawnych na podstawie pracy pt. Landfrydy śląskie napisanej pod kierunkiem Kazimierza Orzechowskiego. W 1994 roku Rada Wydziału Prawa i Administracji Uniwersytetu Wrocławskiego nadała mu stopień naukowy doktora habilitowanego nauk prawnych w zakresie prawa o specjalności historia prawa na podstawie rozprawy nt. Funkcjonowanie śląskich zgromadzeń stanowych na przykładzie 1715 roku. W uczelni wrocławskiej jest pracownikiem Zakładu Historii Państwa i Prawa Polskiego w Instytut Historii Państwa i Prawa na Wydziale Prawa, Administracji i Ekonomii. Ponadto w latach 1999–2001 pełnił funkcje prodziekana Wydziału Prawa i Administracji odpowiadając za kierunek administracja.
Z wyższym szkolnictwem zawodowym związany jest od 1998 roku. Początkowo pracował w Państwowej Wyższej Szkole Zawodowej im. Witelona w Legnicy, a od 1 października 2009 roku jest pracownikiem Instytutu Społeczno-Prawnego Państwowej Wyższej Szkoły Zawodowej im. Angelusa Silesiusa w Wałbrzychu. W 2016 roku został wybrany na stanowisko rektora tej uczelni.
W wyborach samorządowych w 1994 bezskutecznie ubiegał się o mandat radnego Wrocławia z listy Unii Pracy.

## Dorobek naukowy
Zainteresowania naukowe Piotra Jurka oscylują wokół zagadnień historii ustroju i prawa polskiego, dziejów ustroju i prawa na Śląsku, podziałów administracyjno-terytorialnych, praw mniejszości narodowych. Interesuje się także parlamentaryzmem oraz dziejami i ustrojem samorządu terytorialnego. Jest znawcą komparatystyki i prawoznawstwa wraz z korzeniami i ewolucją instytucji ustrojowych i prawnych oraz ich współczesnym definiowaniem. Jest autorem sześciu monografii naukowych, kilkunastu prac zbiorowych oraz kilkudziesięciu artykułów naukowych, głównie z zakresu z historii ustroju i prawa polskiego.

## Życie prywatne
Jest żonaty, ojciec dwóch dorosłych synów, doczekał się też trzech wnuków i dwóch wnuczek. Czas wolny spędza aktywnie – w górach (narty, rower), a także w kajaku.